# Yudith Rosenbaum
Pour les articles homonymes, voir Rosenbaum.
 (août 2020).
Yudith Rosenbaum (São Paulo, 1959) est une critique littéraire et psychologue brésilienne.

## Biographie
Yudith Rosenbaum obtient sa maîtrise et son doctorat en lettres à l'université de São Paulo, où elle enseigne la littérature brésilienne,,,,. 
Ses publications portent sur Clarice Lispector, Manuel Bandeira et João Guimarães Rosa, et se situent à l'interface entre la littérature et la psychanalyse,,.

## Publications

### Ouvrages
- Manuel Bandeira: uma poesia da ausência (1993)
- Metamorfoses do mal: uma leitura de Clarice Lispector (1999)
- Clarice Lispector (2002)

### Articles
- (pt-BR) « No território das pulsões », Cadernos de Literatura Brasileira: Clarice Lispector, nos 17-18,‎ 2004, p. 264-276
- (pt-BR) « Guimarães Rosa e o canto da desrazão », Ângulo, no 115,‎ 2008, p. 150-158
- (pt-BR) « A ética na literatura: leitura de "Mineirinho", de Clarice Lispector », Estudos Avançados, vol. 69, no 24,‎ 2010, p. 169-182